# Edward Brerewood
Edward Brerewood (1565-1613) fue un erudito, matemático y anticuario de Inglaterra.
Nació y fue educado en Chester. Su padre, Richard Brerewood, fue tres veces alcalde de la ciudad (cita sacada de la obra del reverendo J.E. Cox «The Annals of St. Helens, Bishopsgate», Londres, 1876).

## Biografía
Brerewood nació en Chester en 1565, y se educó en el Brasenose College y, más tarde, en el ST Mary Hall, Universidad de Oxford, donde obtuvo el grado en Artes, y devino en 1596 primer profesor de astronomía en el Gresham College, Londres. Murió el 4 de noviembre de 1613.
Brerewood fue primer profesor de astronomía en el Gesham College por su infatigable atención a las ciencias exactas siendo un hombre modesto, laborioso, y escribió varias obras pero no deseo imprimirlas y después de su fallecimiento muchos de sus manuscritos fueron publicados por su sobrino Sir Robert Brerewood (1588-1654).
Brerewood escribió un tratado sobre el Sabbat contra su antagonista Nicholas Byfield (1579-1622), teólogo puritano, quien fue sucesivamente ministro en Chester y en Isleworth nacido en el condado de Warwick y quien dejó un gran número de obras de teología, algunas de las cuales las siguientes: una obra doctrinal  «The principles,..», Londres, P. Dring, 1665; una de la vida cristiana «The marrow of the oracles of God,..», Londres, J. Field, 1660;  una obra de los preceptos en la práctica cristiana «Precepts for Christian practice:...», Londres, 1656; una obra sobre la epístola a los colosenses «An exposition upon the Epistle to the Colossians:...», Londres, 1649; una obra sobre el modo de empleo en lectura privada de las Sagradas Escrituras «Directions for the private reading of the Scriptures:..», Londres, 1648., y otras.
Brerewood dejó escritas otras obras como las siguientes: la cabecera del primer volumen de la Biblia políglota,  investigaciones sobre la diversidad de las lenguas y religiones en las principales partes del mundo obra erudita, curiosa y estimada traducida al francés por Jean de la Mongtagne (1595-1670), un libro sobre los elementos de la lógica, una obra sobre meteoritos, y una obra de comentarios de ética de Aristóteles. 

## Obra
- De ponderibus et pretiis veterum munnorum eorumque cum recentioribus collatione, 1614, in-4º.

- Enquiries touching the Diversities of Languages and Religions through the chief parts of the world, Londres, 1614, 1622, 1635, 1647, &c.

- Recherches sur la diversite des langues et des religions dans les principales parties du monde, Londres, 1614, in-4º.

- Scrutinium religionum et linguarum, 1650, in-16º.

- Elementa logicae in gratiam studiose juventutis in academia Oxon, Londres, 1614, in-8º.

- Tractatus quidam logici..., 1628, in-8º.

- Traite du Sabbat, Oxford, 1630.

- A Treatise of the Sabbath, Oxford, 1630, 1631.

- Mr. Byfield's Answer, with Mr. Brerewood's Reply, Oxford, 1631.

- A second Treatise of the Sabbath, or an Explication of the Fourth Commandment, Oxford, 1632.

- Tractatus duo, quorum primus est de meteoris,.., 1634.

- Commentaria in ethica Aristotelis, Oxford, 1640.

- Gouvernement patriarchal de l'ancienne Eglise, Oxford, 1641, in-4º.

- A Declaration of the Patriarchal Government of the antient Church, Oxford, 1641, Londres, 1647, Bremen, 1701.